# Jolanta Fraszyńska

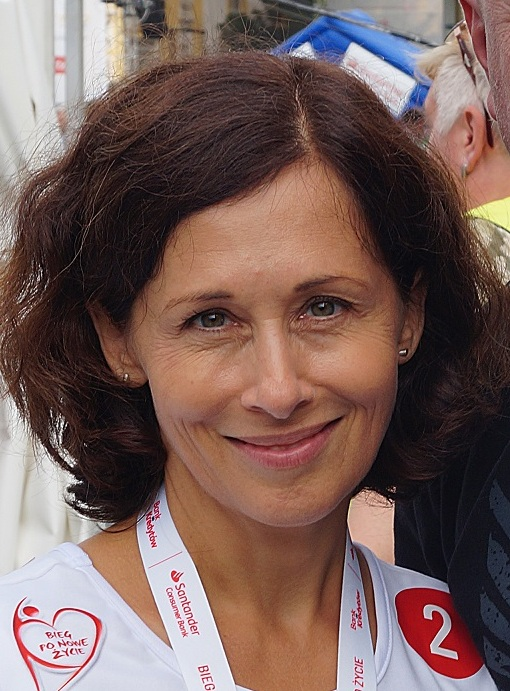
Jolanta Fraszyńska im Jahr 2019

Jolanta Fraszyńska (* 14. Dezember 1968 in Mysłowice, Polen) ist eine polnische Schauspielerin.

## Leben
Jolanta Fraszyńska wurde 1968 in der südpolnischen Stadt Mysłowice geboren. Zunächst interessierte sie sich für Gesang und besuchte verschiedene Tanz- und Gesangsgruppen. Nachdem sie ein Studium der Vorschulerziehung begonnen hatte, entschied sie sich dafür, an der Staatlichen Hochschule für Theater in Breslau Schauspiel zu studieren. Noch währenddessen hatte sie ihr Fernsehdebüt in der Serie Budniukowie i inni, in der sie 1986 bis 1987 in vier Folgen mitspielte. 1990 schloss sie das Studium erfolgreich ab, 1991 spielte sie eine Hauptrolle in dem Kinofilm In flagranti. Bis 1998 spielte sie am Teatr Polski in Wrocław, unter anderem in Romeo und Julia oder The Beggar's Opera. 1998 erfolgte ein Wechsel an das Dramatische Theater in Warschau.
Von 1999 bis 2010 spielte sie in der Serie Na dobre i na złe in über 200 Folgen die Rolle der Dr. Monika Zybert. 2005 übernahm sie die Rolle der Małgorzata 'Gola' Riedel in dem Film Skazany na bluesa, wofür sie beim Polnischen Filmpreis eine Nominierung als Beste Hauptdarstellerin erhielt. Ihr Schaffen für Film und Fernsehen umfasst rund 50 Produktionen.
Ihre Tochter Nastazja Gonera ist als Regisseurin tätig.

## Filmografie
- 1986–1987: Budniukowie i inni
- 1998: Ekstradycja
- 1991: In flagranti
- 2001: Sto minut wakacji
- 2005: Skazany na bluesa
- 2015–2016: M jak miłość